# 旧制中等教育学校の一覧 (佐賀県)
学制改革前（第二次世界大戦前）の佐賀県内での旧学制の中等教育学校の一覧である。

## 旧制中学校

### 公立
- 佐賀藩校弘道館（1781年）⇒（廃止）⇒（復活）佐賀変則中学校（1876年）⇒ 佐賀県佐賀中学校 ⇒ 佐賀県立第一中学校 ⇒ 佐賀県立佐賀中学校 ⇒《新制》佐賀県立佐賀第一高等学校 ⇒（1949年：佐賀県立佐賀第二高等学校、佐賀市立成美高等学校と統合）佐賀県立佐賀高等学校 ⇒（1963年：三校に分離）佐賀県立佐賀西高等学校・佐賀県立佐賀北高等学校・佐賀県立佐賀東高等学校
- 佐賀県尋常中学校鹿島分校（1896年）⇒ 佐賀県立第二中学校 ⇒ 佐賀県立鹿島中学校 ⇒《新制・統合》佐賀県立鹿島高等学校
- 唐津藩校志道館（1823年）⇒ 英学校 ⇒ 公立准唐津中学校 ⇒ 長崎県立唐津中学校 ⇒ 公立唐津中学校 ⇒ 佐賀県立唐津中学校 ⇒ 公立唐津高等小学校 ⇒ 組合立唐津大成学校 ⇒ 大成校 ⇒ 佐賀県立東松浦実科中学校 ⇒ 佐賀県尋常中学校唐津分校 ⇒ 佐賀県立第三中学校（1899年）⇒ 佐賀県立唐津中学校 ⇒《新制》佐賀県立唐津第一高等学校 ⇒ 佐賀県立唐津高等学校東校舎 ⇒（1956年：分離）佐賀県立唐津東高等学校 ⇒ 佐賀県立唐津東中学校・高等学校（2006年）
- 佐賀県立第一中学校小城分校（1899年）⇒ 佐賀県立佐賀中学校小城分校 ⇒ 佐賀県立小城中学校 ⇒《新制・統合》佐賀県立小城高等学校
- 佐賀県立三養基中学校（1919年）⇒《新制》佐賀県立三養基高等学校
- 佐賀県立武雄中学校（1927年）⇒《新制・統合》佐賀県立武雄高等学校 ⇒（2007年：統合）佐賀県立武雄青陵中学校・武雄高等学校
- 組合立伊万里商業補習学校（1900年）⇒ 組合立伊万里商業学校 ⇒ 西松浦郡立伊万里商業学校 ⇒ 佐賀県立伊万里商業学校 ⇒ 佐賀県立伊万里中学校（1945年）⇒《新制》佐賀県立伊万里第一高等学校 ⇒（1949年：統合）佐賀県立伊万里高等学校 ⇒（1953年：商業科が佐賀県立伊万里商業高等学校として独立）

### 私立
- 振風教校（1878年）⇒ 西肥仏教中学（1900年）⇒ 第五仏教中学 ⇒ 龍谷中学校 ⇒《新制》龍谷高等学校

## 高等女学校

### 公立
- 佐賀県立佐賀高等女学校（1901年）⇒《新制》佐賀県立佐賀第二高等学校 ⇒（1949年：統合）佐賀県立佐賀高等学校 ⇒（1963年：三校に分離）佐賀県立佐賀西高等学校・佐賀県立佐賀北高等学校・佐賀県立佐賀東高等学校
- 私立実習女学校（1891年）⇒ 私立佐賀女学校 ⇒ 私立成美高等女学校（1901年）⇒（1920年：佐賀市に移管）佐賀成美高等女学校 ⇒ 佐賀市立成美高等女学校 ⇒《新制》佐賀市立成美高等学校 ⇒（1949年：統合）佐賀県立佐賀高等学校 ⇒（1963年：三校に分離）佐賀県立佐賀西高等学校・佐賀県立佐賀北高等学校・佐賀県立佐賀東高等学校
- 唐津町立実科高等女学校（1907年）⇒ 唐津町立唐津高等女学校（1908年）⇒ 佐賀県立唐津高等女学校 ⇒《新制》佐賀県立唐津第二高等学校 ⇒ 佐賀県立唐津高等学校西校舎 ⇒（1956年：分離）佐賀県立唐津西高等学校
- 佐賀県立武雄高等女学校（1908年）⇒《新制・統合》佐賀県立武雄高等学校 ⇒（2007年：統合）佐賀県立武雄青陵中学校・武雄高等学校
- 北鹿島村四ケ村立組合立女学校（1906年）⇒ 北鹿島村外四ケ村立組合立鹿島高等女学校（1909年）⇒ 藤津郡立鹿島高等女学校 ⇒ 佐賀県立鹿島高等女学校 ⇒《新制・統合》佐賀県立鹿島高等学校
- 小城町四ヵ村組合立小城女学校（1908年）⇒ 小城町外5ヵ村学校組合立小城実科女学校 ⇒ 組合立小城高等女学校（1921年）⇒ 佐賀県立小城高等女学校 ⇒《新制・統合》佐賀県立小城高等学校
- 鳥栖市外四ヶ町村組合立高等女学校（1927年）⇒ 佐賀県立鳥栖高等女学校 ⇒《新制》佐賀県立鳥栖高等学校 ⇒ 佐賀県立香楠中学校・鳥栖高等学校（2007年）
- 伊万里町立伊万里実科女学校（1916年）⇒ 伊万里町外4ヵ村組合立伊万里実科女学校 ⇒ 伊万里町外4ヵ村組合立伊万里高等女学校（1928年）⇒ 佐賀県立伊万里高等女学校 ⇒《新制》佐賀県立伊万里第二高等学校 ⇒（1949年：統合）佐賀県立伊万里高等学校
- 佐賀県立神埼高等女学校（1929年）⇒《新制》佐賀県立神埼高等学校
- 六角村立六角実科女学校（1917年）⇒ 白石実業女学校 ⇒ 白石高等実業女学校 ⇒ 佐賀県立白石高等実業女学校 ⇒ 佐賀県立白石高等女学校（1946年）⇒《新制》佐賀県立白石高等学校 ⇒（2018年：佐賀県立杵島商業高等学校と統合）佐賀県立白石高等学校
- 相知裁縫実習所（1910年）⇒ 相知村立実業補習学校 ⇒ 村立相知実科女学校 ⇒ 村立相知実科高等女学校（1927年）⇒（1933年：廃校）

### 私立
- 私立実科女学校（1911年）⇒ 清和高等女学校（1924年）⇒《新制》佐賀清和高等学校 ⇒ 佐賀清和中学校・高等学校（1986年）
- 佐賀裁縫女学校（1897年）⇒ 佐賀高等裁縫女学校 ⇒ 佐賀高等実業女学校 ⇒ 佐賀旭高等女学校（1946年）⇒《新制》佐賀旭高等学校 ⇒ 佐賀女子高等学校 ⇒ 佐賀女子短期大学付属佐賀女子高等学校（1978年）
- 神陽女学校（1908年：神埼郡神埼町）⇒ 神陽高等実践女学校（1929年）⇒（1948年：廃校）

## 実業学校

### 公立

#### 佐賀
- 佐賀市立佐賀商業学校（1907年）⇒ 佐賀県立佐賀商業学校 ⇒（1944年：戦時非常措置）佐賀県立栄城工業学校 ⇒ 佐賀県立佐賀商業学校（1946年）⇒《新制》佐賀県立佐賀商業高等学校
- 佐賀県工業学校（1898年）⇒ 佐賀県立佐賀工業学校（1902年）⇒（1906年：統合）佐賀県立商船工業学校分校 ⇒（1910年：独立）佐賀県立佐賀工業学校 ⇒《新制》佐賀県立佐賀工業高等学校
  - 佐賀県立第二工業学校（1944年）⇒（1947年：廃校、生徒は佐賀県立佐賀工業学校へ編入）
- 佐賀県立佐賀農芸学校（1934年）⇒《新制》佐賀県立佐賀農芸高等学校 ⇒ 佐賀県立高志館高等学校（1994年）

#### 神埼
- 神埼郡地主立農産学校（1913年）⇒ 神埼郡立神埼農学校（1918年）⇒ 佐賀県立神埼農学校 ⇒《新制》佐賀県立神埼農業高等学校 ⇒ 佐賀県立神埼清明高等学校（1996年）

#### 三養基
- 佐賀県立鳥栖工業学校（1939年）⇒《新制》佐賀県立鳥栖工業高等学校

#### 東松浦
- 私立唐津商業補習学校（1917年）⇒ 佐賀県立唐津商業学校 ⇒（1944年：戦時非常措置）佐賀県立唐津工業学校 ⇒ 佐賀県立唐津商工学校（1946年）⇒《新制》佐賀県立唐津実業高等学校 ⇒（1962年：工業科を分離）佐賀県立唐津商業高等学校
- 佐賀県立唐津工業学校（1944年：戦時非常措置）⇒ 佐賀県立唐津商工学校（1946年）⇒《新制》佐賀県立唐津実業学校 ⇒（1962年：工業科が分離独立）佐賀県立唐津工業高等学校

#### 西松浦
- 組合立伊万里商業補習学校（1900年）⇒ 組合立伊万里商業学校（1902年）⇒ 西松浦郡立伊万里商業学校 ⇒ 佐賀県立伊万里商業学校（1921年）⇒ 佐賀県立伊万里中学校（1945年）⇒《新制》佐賀県立伊万里第一高等学校 ⇒（1949年：統合）佐賀県立伊万里高等学校⇒（1952年：商業科を設置）⇒（1953年：商業科が分離独立）佐賀県立伊万里商業高等学校 ⇒（2019年：統合）佐賀県立伊万里実業高等学校
- 西松浦郡立西松浦農学校（1917年）⇒ 西松浦郡立西松浦農学校 ⇒ 佐賀県立伊万里農学校 ⇒ 佐賀県立伊万里農林学校 ⇒《新制》佐賀県立伊万里農業高等学校 ⇒ 佐賀県立伊万里農林高等学校（1952年）⇒（2019年：統合）佐賀県立伊万里実業高等学校
- 佐賀県立工業学校有田分校（1900年）⇒（1903年：独立）佐賀県立有田工業学校 ⇒《新制》佐賀県立有田工業高等学校

#### 杵島
- 佐賀県簡易農学校（1895年：佐賀郡神野村）⇒ 佐賀県立農学校（1901年）⇒（1921年：杵島郡福治村へ移転）⇒《新制》佐賀県立佐賀農業高等学校

#### 藤津
- 鹿島立教公民学校（1926年）⇒ 鹿島立教実業学校 ⇒ 佐賀県立鹿島農商学校（1947年）⇒《新制・統合》佐賀県立鹿島高等学校 ⇒（1955年：農業科・商業科・家庭課程が分離独立）佐賀県立鹿島実業高等学校 ⇒（2018年：統合）佐賀県立鹿島高等学校